# Canthigaster papua
Canthigaster papua es una especie de peces de la familia Tetraodontidae en el orden de los Tetraodontiformes.

## Morfología
Los machos pueden llegar alcanzar los 10 cm de longitud total.

## Hábitat
Es un pez de mar de clima tropical y asociado a los  arrecifes de coral que vive entre 6-50 m de profundidad.

## Distribución geográfica
Se encuentra desde las Maldivas hasta el este de Nueva Guinea, las Filipinas,  Palau, la Gran Barrera de Coral y Nueva Caledonia.

## Observaciones
Es inofensivo para los humanos.